# Trinidad, Chiapas
Trinidad är en ort i Mexiko.   Den ligger i kommunen Unión Juárez och delstaten Chiapas, i den sydöstra delen av landet, 900 km sydost om huvudstaden Mexico City. Trinidad ligger 737 meter över havet och antalet invånare är 975.
Terrängen runt Trinidad är kuperad åt sydväst, men åt nordost är den bergig. Runt Trinidad är det tätbefolkat, med 570 invånare per kvadratkilometer. Närmaste större samhälle är Cacahoatán, 7,1 km sydväst om Trinidad. I omgivningarna runt Trinidad växer i huvudsak städsegrön lövskog.